# メロメロ!ラヴロック
「メロメロ!ラヴロック」は、わーすたの11枚目のシングル。2023年8月30日にiDOL Streetから発売された。

## 概要
「CD+Blu-ray(スマプラ対応)」、「CDのみ(スマプラ対応)」の2種2形態で発売。このほか、わーしょっぷ(ファンクラブ会員向け販売サイト)とmu-mo SHOP限定で「クリスタルグラフィー写真パネル」（ソロ4種+集合1種の計5種から選択可）付きスペシャルセットが販売された。
「メロメロ!ラヴロック」は2023年5月28日にZepp DiverCity (TOKYO)で開催された『@JAM 2023 Day2 〜SUPER LIVE〜』で初披露された。振付はNAOKIが担当している。MVは8月4日にYouTube上で公開された。今回もMV監督は荒船泰廣が担当している。
「セラセラヴィ。」は2023年8月12日に1000 CLUBで開催された『The World Standard〜史上最高の恋しよう?〜』で初披露された。振付はLICO(Dear.Pink)が担当している。タイトルのセラセラヴィ。はケセラセラ(なんとかなる)+セラヴィ(これが人生さ)からなる造語である。公式アカウントでは「ふとした時にだらしなくなっちゃうけど、別にそれも良いよね?っと寄り添ってくれる楽曲です」と解説している。
「星の降らないタイムライン」も2023年8月12日に1000 CLUBで開催された『The World Standard〜史上最高の恋しよう?〜』で初披露された。振付は長岡美紅が担当している。公式アカウントでは「誰にも見られていないタイムラインで思ったことを呟いている、リード曲とは正反対の女の子の心情を歌った楽曲です」と解説している。
「セラセラヴィ。」と「星の降らないタイムライン」はダンス動画が作成されYouTube上で公開された。監督は大森規弘が担当している。
なお、7月19日に配信限定リリースされた「ミラクルマジカルヘルシーパワー」は本作には収録されなかった。

## 収録曲

### CD
1. メロメロ!ラヴロック
作詞・作曲・編曲：岸田勇気
2. セラセラヴィ。
作詞：園田健太郎、作曲・編曲：伊藤翼
3. 星の降らないタイムライン
作詞・作曲：園田健太郎、編曲：園田健太郎・岸田勇気
4. メロメロ!ラヴロック(Instrumental)
5. セラセラヴィ。(Instrumental)
6. 星の降らないタイムライン(Instrumental)

### Blu-ray
1. メロメロ!ラヴロック Music Video
2. メロメロ!ラヴロック Music Video Making

## 参加ミュージシャン
メロメロ!ラヴロック
- Gt：佐々木秀尚
- Ba：工藤嶺
- Dr：北村望
- All other instruments & Programming：岸田勇気

セラセラヴィ。
- Gt：佐々木秀尚
- All other instruments & Programming：伊藤翼

星の降らないタイムライン
- Gt：園田健太郎
- Ba：園田健太郎
- Drums Programming：園田健太郎
- All other instruments & Programming：岸田勇気

## 音楽配信
CD発売日の8月30日に「CD盤」(スマプラ対応)に収録されている6曲が配信された。
太字の配信サービスはハイレゾ音源を配信していることを示す。MVは「メロメロ!ラヴロック」のMVも配信していることを示す。

## リリース、プロモーション、マーケティング

### リリースイベント
新型コロナウイルス感染症の感染症法上の位置付けが5類感染症になったことを受け、本作からリリースイベントでの個別握手会が復活した。また、参加メンバー全員と1:1で会話する「ミニトーク会」は廃止され、代わりに「グループ・ハイタッチ会」が開催された。このほか、LINE LIVEのサービス終了に伴いネットサイン会はYouTubeで配信されることになった。mu-moショップスペシャルイベントが「GIRLS, BE AMBITIOUS!」以来にサンライズビルで開催された。
リリース日である8月30日にアーバンドック ららぽーと豊洲で開催されたリリースイベントのミニライブの模様がYouTubeで生配信された。
| 日程                | イベント名                      | 会場                          | 備考                         |
| ------------------- | ------------------------------- | ----------------------------- | ---------------------------- |
| 2023年6月11日       | リリースイベント                | ららぽーと横浜                | イベント内容詳細は公式HP参照 |
| 2023年6月17日       | リリースイベント                | ステラタウン                  | イベント内容詳細は公式HP参照 |
| 2023年6月18日       | リリースイベント                | タワーレコード渋谷店          | イベント内容詳細は公式HP参照 |
| 2023年6月25日       | リリースイベント                | テラスモール松戸              | イベント内容詳細は公式HP参照 |
| 2023年7月2日        | リリースイベント                | イオンモール幕張新都心        | イベント内容詳細は公式HP参照 |
| 2023年7月9日        | リリースイベント                | くずはモール                  | イベント内容詳細は公式HP参照 |
| 2023年7月23日       | リリースイベント                | 近鉄パッセ                    | イベント内容詳細は公式HP参照 |
| 2023年8月26日       | リリースイベント                | アリオ橋本                    | イベント内容詳細は公式HP参照 |
| 2023年8月30日       | リリースイベント                | アーバンドック ららぽーと豊洲 | イベント内容詳細は公式HP参照 |
| 2023年9月2日        | リリースイベント                | ららぽーと立川立飛            | イベント内容詳細は公式HP参照 |
| 2023年9月3日        | リリースイベント                | ダイバーシティ東京 プラザ     | イベント内容詳細は公式HP参照 |
| 2023年8月19日・20日 | mu-moショップスペシャルイベント | サンライズビル東京            | イベント内容詳細は公式HP参照 |
| 2023年7月1日        | オンライン個別チェキ会          | YouTube                       | イベント内容詳細は公式HP参照 |
| 2023年8月16日       | アーティスト写真ネットサイン会  | YouTube                       | イベント内容詳細は公式HP参照 |
| 2023年9月1日        | CDジャケットネットサイン会      | YouTube                       | イベント内容詳細は公式HP参照 |

このほか、LINE MUSICでの再生回数キャンペーンや、TikTok動画投稿キャンペーンも開催された。